# Осиер, Эллен
Эллен Отилия Осиер (дат. Ellen Ottilie Osiier, урождённая Томсен, дат. Thomsen; 13 августа 1890, Йёрринг — 6 сентября 1962, Копенгаген) — датская фехтовальщица на рапирах, чемпионка летних Олимпийских игр 1924 года в личном первенстве.

## Биография
Эллен Томсен родилась в 1890 году в Йёрринге. В 1919 году она вышла замуж за фехтовальщика Ивана Осиера, серебряного призёра летних Олимпийских игр 1912 года, первого в истории спортсмена, который принял участие в 7 Олимпийских играх. На летних Олимпийских играх 1924 года впервые были проведены соревнования по фехтованию среди женщин, причем лишь в личном первенстве на рапирах. 33-летняя Осиер завоевала золотую медаль, победив во всех 16 боях. Третье место также заняла датская фехтовальщица Грета Хекшер. Эта победа осталась единственным значимым достижением в карьере Осиер, а также единственной золотой медалью по фехтованию от Дании. Она скончалась в 1962 году на 73-м году жизни.